# Giacomo Mignanelli
Giacomo Mignanelli (1529 – 1576) è stato un vescovo cattolico italiano.

## Biografia
Senese, nipote del cardinale Fabio Mignanelli, fu abate di San Salvatore della Berardenga, preposto della diocesi di Volterra e rettore della chiesa di San Vigilio di Siena. A Giacomo Mignanelli si deve la presenza della Compagnia di Gesù a Siena: fu lui a cedere la chiesa di San Vigilio ai gesuiti affinché vi risiedessero stabilmente.
Prese parte al Concilio di Trento e fu apprezzata la sua attività diplomatica nelle fasi preliminari del concilio, come testimonia una lettera del cardinale Ercole Gonzaga spedita il 28 marzo 1545 al duca di Ferrara.
Quando lo zio venne eletto amministratore apostolico della diocesi di Grosseto per pochi mesi nel 1553, il Mignanelli divenne suo assistente in via informale. Quando il cardinale rassegnò le dimissioni, scelse di cedere le redini della diocesi al nipote: su intercessione di Fabio Mignanelli, quindi, Giacomo fu nominato vescovo di Grosseto il 2 ottobre 1553. Mignanelli si arricchì notevolmente, accumulando benefici ecclesiastici in grande quantità, anche se lo storico Giovanni Antonio Pecci scrive che, «attesa la di lui eccedente generosità, come ne precorre fino a giorni nostri la fama, [...] alienò buona parte de' propri beni per impiegarli in opere di carità». Il vescovo si rese partecipe di una lite accalorata con il popolo di Roccastrada: il municipio deteneva il giuspadronato sulla pieve di San Nicola, ma il Mignanelli affermava che il diritto sulle rendite della chiesa spettasse alla diocesi; chiese quindi di prendere visione delle bolle pontificie in cui tale pieve veniva confermata al Comune, ma, una volta che la rappresentanza comunale gliele ebbe consegnate, il vescovo distrusse le prove gettandole nel fuoco di fronte ai priori. Scoppiò una furibonda controversia, che ebbe a preoccupare lo stesso Mignanelli, in quale non pensava che la questione sarebbe andata ad approdare a Siena e a Firenze: gli arcivescovi delle due città riconfermarono alla fine la pieve al municipio di Roccastrada, nonostante la distruzione dei documenti ufficiali.
Morì nel 1576; gli succedette Claudio Borghese nel governo della diocesi.